# پرووز، اوبلاست نیژنی نووگورود
شهر پرووز، اوبلاست نیژنی نووگورود (به روسی: Перевоз) در کشور روسیه و در اوبلاست نیژنی نووگورود واقع شده‌است.